# Sichelwespe (Ophion)

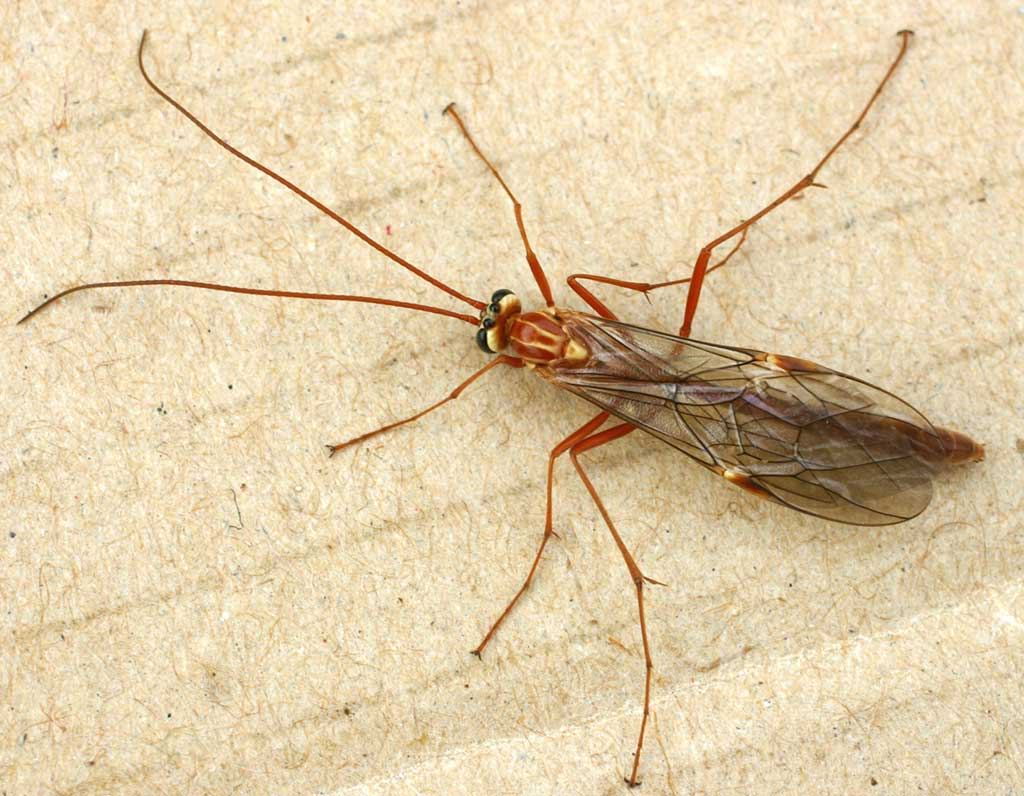

Die Sichelwespe (Ophion luteus) ist eine Art der Schlupfwespen und ist in der Paläarktis verbreitet. Sie lebt parasitisch von verschiedenen Schmetterlingsraupen.

## Merkmale
Die Körperlänge beträgt 15–20 mm. Der Körper ist überwiegend rotbraun bis orange gefärbt, manchmal mit einer gelben Zeichnung auf dem Thorax. Die verhältnismäßig großen Augen sind schwarz, die Flügel durchsichtig. Der Hinterleib ist schlank und seitlich zusammengedrückt. Die Legeröhre der Weibchen ist nur kurz. Eine Unterscheidung der Art von sehr ähnlichen anderen Arten der Gattung, ist unter anderem über die Mandibeln und den Trochantellus möglich.

## Verbreitung
Die Art ist paläarktisch in Europa und Asien verbreitet. Genaue Daten zur Verbreitung fehlen, aber sie ist unter anderem nachgewiesen in Großbritannien, Skandinavien und dem westlichen Mitteleuropa.

## Lebensweise
Die Sichelwespe ist vor allem im späten Frühjahr und Frühsommer aktiv, vor allem von Mai bis Juni, aber fliegt auch darüber hinaus im Spätsommer und Herbst. Im Sommer kommt sie oft zahlreich vor. Sie ist nachtaktiv und fliegt dabei auch Lichtquellen an, weshalb sie abends nicht selten an beleuchteten Fensterscheiben erscheint.
Im Gegensatz zu anderen Schlupfwespen können die Weibchen ihren Legebohrer auch als Wehrstachel verwenden und damit auch Menschen schmerzhaft stechen. Die Gattung Ophion parasitiert Raupen, beispielsweise die Nonne, das Ausrufungszeichen und die Saateule. Es wird je ein Ei in die Raupe abgelegt. Um den Wirt nicht frühzeitig zu töten, werden die lebenswichtigen Organe von der Schlupfwespenlarve zunächst nicht angegriffen. Erst wenn die Larven fast ausgewachsen sind, töten sie den Wirt durch Auffressen wichtiger Organe. Sie verpuppen sich in einem kleinen Kokon im Innern oder an der leeren Körperhülle des Wirtes. Da sie die Massenvermehrungen bestimmter Schadinsekten stoppen können, gelten Schlupfwespen als Nützlinge.

## Unterarten
- Ophion luteus luteus
- Ophion luteus subareolaris Kokujev, 1915